# Норрі (Колорадо)
Норрі (англ. Norrie) — переписна місцевість (CDP) в США, в окрузі Піткін штату Колорадо. Населення — 7 осіб (2010).

## Географія
Норрі розташоване за координатами 39°19′41″ пн. ш. 106°39′23″ зх. д. / 39.32806° пн. ш. 106.65639° зх. д. (39.328131, -106.656275).  За даними Бюро перепису населення США в 2010 році переписна місцевість мала площу 0,49 км², уся площа — суходіл.

## Демографія
Згідно з переписом 2010 року, у переписній місцевості мешкало 7 осіб у 3 домогосподарствах у складі 3 родин. Густота населення становила 14 особи/км².  Було 7 помешкань (14/км²).
Расовий склад населення:
| - 85,7 % — білих |

До двох чи більше рас належало 14,3 %. Частка іспаномовних становила 14,3 % від усіх жителів.
За віковим діапазоном населення розподілялося таким чином: 0,0 % — особи молодші 18 років, 85,7 % — особи у віці 18—64 років, 14,3 % — особи у віці 65 років та старші. Медіана віку мешканця становила 51,5 року. На 100 осіб жіночої статі у переписній місцевості припадало 250,0 чоловіків;  на 100 жінок у віці від 18 років та старших — 250,0 чоловіків також старших 18 років.
Цивільне працевлаштоване населення становило 0 осіб. 